# Fekete Jenő (geofizikus)
Fekete Jenő (Veszprém, 1880. március 5. – Budapest, 1943. március 17.) geofizikus, Eötvös Loránd munkatársa, a Magyar Tudományos Akadémia levelező tagja (1941).

## Életpályája
Fekete Károly szabómester és Galambos Rozália fia. Tanulmányait a Budapesti Tudományegyetemen végezte. Tanársegéd, majd 1905-től a Semsey-alapítvány ösztöndíjasa lett. Tizenöt évig Eötvös Loránd mellett dolgozott. 1915-től lett kinevezett geofizikus.
1919-től az Eötvös Loránd Geofizikai Intézet munkatársa volt. 1923-ban a Royal Dutch Shell alkalmazásában Mexikóban, 1931-től Texasban torziós ingás méréseket végzett, 1934–1935-ben hazatért és átvette a Geofizikai Intézet vezetését.
1943. március 17-én lakásában öngyilkos lett.
Felesége Rieszinger Éva Karolina volt, akit 1939. június 5-én Budapesten vett nőül.

## Munkássága
Új kutatómódszereket vezetett be (szeizmikus, elektromos stb.). Magyarországon nagy területet kutatott át és értelmezett.